# Audre cisandina
Audre cisandina är en fjärilsart som beskrevs av Adalbert Seitz 1917. Audre cisandina ingår i släktet Audre och familjen Riodinidae. Inga underarter finns listade i Catalogue of Life.